# John Oldcastle
John Oldcastle (umro 14. prosinca 1417.), poznat i kao Barun Cobham, bio je sljedbenik Johna Wycliffa spaljen na lomači 1417. za vrijeme papinske inkvizicije.

## Stanje u Engleskoj
U 15. stoljeću u Engleskoj je uveden zakon koji je zabranjivao čitanje Biblije na Engleskom. Ljudi su kupovali oprost, molili se Mariji i svecima, išli na hodočašća, te štovali relikvije. 1382. John Wycliffe preveo je Bibliju, 1401. uveden je zakon koji je nalagao kažnjavanje heretika. Već u veljači iste godine spaljen je svećenik William Sawtree, jer nije htio štovati križ već samo Isusa Krista koji je na njemu razapet. Baron Cobham kao Wycliffov sljedbenik optužen je za herezu i izveden pred sud. Među ostalim i zato što je smatrao Isusa Krista poglavarom crkve i jedinim posrednikom između čovjeka i Boga.

## Suđenje
Dana 23. listopada 1413. Baron Cobham doveden je pred nadbiskupa Arundela koji mu je rekao: "Moramo vjerovati u ono što uči Rimska (katolička) crkva", Cobham mu je na to odgovorio da on ne može vjerovati u ono što je suprotno Bibliji. Dva dana nakon toga grupa svećenika, biskupa, fratara i trgovaca oprostima napunila je sudnicu Dominikanskog samostana Ludgate Hill. Nadbiskup mu je ponudio oprost pod uvjetom da prizna svoju krivnju i nadbiskupov autoritet. Baron Cobham odgovorio mu je da: "neće priznati grijehe njemu, već samo Bogu, jer mu ih samo on može i oprostiti". Potom je nadbiskup izjavio da sveta Crkva uči da se relikvije i slike svetaca trebaju poštovati. na to mu je baron Cobham odgovorio da je Rimska crkva zaradila mnogo novca na tim slikama i relikvijama, te da je to idolopoklonstvo. To je bilo dovoljno za osudu, dok je izricao smrtnu presudu baron Cobham izjavio je da mogu osuditi njegovo tijelo, ali da mu dušu ne mogu ni dotaknuti. Zatovren je u Londonski Tower, ali je od tamo uspio pobjeći, kralj je za njim raspisao tjeralicu i nagradu u iznosu od 1000 maraka, 1417. uhićen je, a 14. prosinca iste godine saslušan je pred parlamentom i osuđen zbog hereze. 
Tijekom suđenja izjavio je: "Ja vjerujem, kao što sam ranije kazao, da je cijelo Sveto pismo istina. Sve što sam kazao, vjerujem da se temelji na njemu. Ali ja ne vjerujem u vaše zakone i u vaše prazne odluke. Vi ne sačinjavate dio Kristove crkve, kao što otvoreno pokazuju vaša djela. Vi ste antikrist koji se uporno protivi Božjem svetom zakonu i njegovoj volji... I neka svi ljudi dobro obrate pažnju na to da je Krist bio blag i milostiv, a papa ohol i tiranin; Krist je bio siromašan i rado je praštao,a papa je bogat i zloban osvetnik kao što to otvoreno pokazuju njegova svakodnevna djela. Rim je antikristovo gnjezdo i iz tog gnjezda izlaze svi njegovi učenici". Tog istog dana spaljen je u Londonu na lomači.